# Pěchotní kasárna (Hradec Králové)
Pěchotní kasárna (též Žižkova kasárna nebo Vodičkova kasárna) jsou rozsáhlá jednopatrová budova z 2. poloviny 18. století. Byla postavena jako součást barokního opevnění Hradce Králové. Kasárna jsou situována v ulici Komenského, v těsné blízkosti historického jádra města.

## Historie

### Výstavba
Dobu vzniku kasáren uvádějí různé prameny různě, zpravidla se vymezení pohybuje v letech 1780–91 a nejpravděpodobnější je období 1785–89. Kasárna byla budována podle návrhu vídeňského pevnostního inženýra hraběte Casarottiho, stavitelem byl podplukovník Nikolaus von Kleindorf. Vzhledem k vlhkému terénu v okolí řeky Orlice musela být stavba založena na množství hlubokých pilot. 
V roce 1849 byla v průběhu epidemie tyfu a cholery v objektu zřízena nemocnice. Jako lazaret pak stavba sloužila i v průběhu prusko-rakouské války v roce 1866 a následném vypuknutí epidemie pruské cholery. 

### Vznik Československa
Po vzniku Československa v roce 1918 kasárna převzala nová Československá armáda. V roce 1920 (možná až ve 2. polovině 20. století) pak došlo k přejmenování kasáren na Žižkova. V roce 1929 vichřice výrazně poškodila střešní krytinu budovy. V březnu 1939 pak objekt obsadil Wehrmacht a německým okupantům kasárna sloužila až do roku 1945. Ve 2. polovině 20. století došlo k užitkovým úpravám kasáren bez ohledu na jejich původní architektonickou hodnotu. I přesto byl v roce 1969 objekt zapsán na seznam kulturních památek. Památková péče však byla v následujících letech prováděna pouze v nezbytně nutné míře, až v roce 2000 došlo k první opravě zásadního významu (vzduchotechnika) a v letech 2009–10 byly opraveny historické fasády budovy. Magistrát města nevyužil možnost objekt od armády výhodně odkoupit a ten v současné době (2021) stále patří ministerstvu obrany, v objektu jsou například kanceláře a sklady. Myšlenka, že by nádvoří kasáren bylo možné využít jako parkoviště, nebyla nikdy uskutečněna.

## Název
Kasárna jsou často lidově nazývána Vodičkova. Lze předokládat, že toto označení pochází z německého výrazu Wasserkaserne (vodní kasárna), který se začal používat buď kvůli neustále vlhkému terénu, v němž byla budova postavena, nebo podle kolemjdoucí ulice Wassergasse. Je také možné, že toto označení bylo převzato od tzv. Vodičkovského domu, pojmenovaného po významném měšťanovi Jiřím Vodičkovi Horažďovském – jeho dům stával před zbudováním jezuitské koleje (dnešního Nového Adalbertina) na jejím místě, tedy jen několik desítek metrů od kasáren.

## Architektura
Pěchotní kasárna byla největší stavbou někdejší pevnosti Hradec Králové. Jsou tvořena čtyřmi budovami seskupenými do tvaru obdélníku o úctyhodných rozměrech 163 x 67 metrů.Budovy jsou v rozích obdélníku vzájemně propojeny pouze úzkými spojovacími krčky. Zatímco hlavní budovy mají fasády spíše strohé (hladký sokl, pásová mezipatrová římsa, profilovaná hlavní římsa a hladké šambrány), spojovací krčky mají fasády zdobené bosáží a obložení vchodů zakončené klenáky. Hlavní budovy mají polovalbové střechy, silné zdi, klenuté přízemní prostory a vchody vedoucí na společné nádvoří. Na rozdíl od hlavních budov mají krčky ploché střechy zakryté zděnou atikou, některé otvory pro okna a dveře jsou slepě zazděny. Fasády jsou na mnoha místech porušeny proražením pravoúhlých otvorů pro novodobá vrata a dveře.
Jedná se o významnou ukázku josefinského klasicistního stavitelství.